# 郭信
郭信（10世纪？—950年12月24日），原名郭意哥，后周太祖郭威次子，生母不詳。因郭威有养子郭荣，故郭意哥被史书记作第三子。
乾祐三年十一月十三丙子（950年12月24日），在李业的鼓动下，后汉隐帝刘承祐命刘铢诛杀郭威、王峻的家属，刘铢极其残忍，连婴儿都没有幸免。郭威继室张氏与郭威的儿子郭青哥、郭意哥，侄子郭守筠、郭奉超、郭定哥还有第三女都被诛杀。后周建立后，郭威下诏赠郭青哥为太尉，赐名郭侗；赠郭意哥为司空，赐名郭信。显德四年四月廿六癸未（957年5月28日），郭侗赠太傅，追封剡王；郭信赠司徒，追封杞王。